# Вогник (сорт кавуна)
Вогник, огоньо́к ([кавун]; рос. [арбуз] Огонёк) — ранньостиглий сорт кавуна.

## Характеристика
Вегетаційний період — 70—85 днів. Плоди округлої форми, гладкі, чорно-зеленого забарвлення, середня маса плодів — 3—4 кг. М'якуш кармінно-червоний, соковитий, ніжний та зернистий. Цінність сорту — стійкість до зниженних весняних температур. Слабко вражається борошнистою росою. У північних районах рекомендується вирощувати через розсаду.